# Шукуров, Джапар Шукурович
Джапар Шукурович Шукуров (1906, Сынташ, Семиреченская область — 1963, Фрунзе) — советский учёный—тюрколог, кыргызовед. Соавтор «Русско-киргизского словаря».

## Биография
Родился в селе Сынташ (ныне Иссык-Атинского района Чуйской области). Воспитывался в Токмакском детском доме. В 1931 году окончил Среднеазиатский государственный университет в городе Ташкент (Узбекистан). Кандидат филологических наук, тема диссертации — «Язык Молдо Кылыча (К истории кыргызской письменности)».
- 1927 — рабочий-участник Алай-Памирской экспедиции наркомата просвещения Киргизской ССР.
- 1931—1934 — научный сотрудник Среднеазиатского Госплана.
- 1938—1940 — директор Киргизского государственного издательства, директор НИИ языка, литературы и истории.
- 1940—1943 — нарком просвещения Киргизской ССР.
- 1943—1950 — 1-й зам. пред. Президиума Киргизского филиала АН СССР.
- 1950—1963 — зав. сектором словарей и терминологии Института языка и литературы АН КиргССР.
- В 1948—1949 — подвергся преследованиям как «буржуазный националист» из-за исследований языка акына Молдо Кылыча.

Депутат Верховного Совета Киргизской ССР. С 1947 — член Президиума ВС КиргССР.
Его сын — Эмиль Джапарович Шукуров (1938—2019) — доктор географических наук (1992), с 1994 — директор Института биологии НАН КР.

## Награды
- орден Трудового Красного Знамени (10.06.1945)